# 다 줄거야 (드라마)
《다 줄거야》는 2009년 10월 12일부터 2010년 4월 3일까지 방영된 한국방송공사 2TV 아침드라마이다.

## 줄거리
배운 것 없고, 가진 것 없는 시장통 떡만두집 아가씨가 전통 개성 요리 비법을 전수받아 전통요리사로 성장하는 성공 스토리를 담은 드라마

## 등장인물

### 주요 인물
- 홍아름 : 공영희 역

힘들어도 눈물 나도 절대 희망의 끈을 놓지 않는 오뚝이. 고등학교 때 집안이 몰락한 후 시장통 인생 10년, 엄마 용심과 함께 억척으로 ‘개성 떡만두 집’을 운영해왔지만 사고뭉치 아빠와 오빠 때문에 바람 잘 날 없다. 외할머니께 전수 받은 개성 손맛으로 만두집을 키워나갈 꿈을 갖고 살면서 시련과 사랑, 비밀과 이별을 만나게 되는, 우리 모두의 여동생이자 딸, 그리고 친구.
- 윤아정 : 차남주 역

보영의 딸. 개성요리전문점 ‘개성명가네’의 손녀딸이자 오성급 호텔 빅토리의 연회요식부문 매니저. 열세 살 때부터 조기 유학으로 홀로 외국 명문 사립학교를 전전하며 외로움에 지쳐있다. 유난히 자신에게 냉정한 어머니 때문인지, 잔머리와 거짓말에도 익숙하다. 사랑받지 못해 아프고, 그래서 더욱 무섭고 애달픈 아가씨.
- 오미희 : 강보영 역

남주와 태민의 엄마. ‘개성명가네’를 실질적으로 운영하는 우아하고 능력있는 여자이며 단아한 아내지만 유독 딸에게만은 냉정하다. 그 이유는 교대를 졸업하고 첫 부임을 받았던 27년 전 과거로 거슬러 올라가는데....... 비밀과 죄를 가슴에 꾹꾹 묻고 살아왔으나 정길과 영희를 만나 오래도록 숨겨왔던 비뚤어진 모성애에 휘말리는 여자.
- 박진우 : 이강호 역

도도하고 자존심 강한 개성 병원 레지던트 2년차 의사. 좋은 IQ와 둔한 EQ(감성지수)를 지닌 고지식한 남자. 결혼도 고지식하게 적당한 여자와 적당히 치르려 남주를 만났지만....... 전 세대가 지은 죄 속에서 허덕이는 남주와 영희, 두 여자 사이에 선 까칠한 듯 바른 남자.

### 주변 인물
- 김정욱 : 차태민 역

남주의 오빠. 순철과 전부인 사이의 아들. 개성 병원 내과 의사. 좋은 직업에도 불구하고 사실은 요리사를 꿈꾸는, 친절하고 착한 남자. 영희의 키다리 아저씨.
- 정성모 : 공정길 역

영희의 아버지이자 용심의 남편. 천하에 다시 없는 한량으로 집안이 몰락한 후에도 정신을 못 차리지만, 밉지 않은 넉살로 위기를 모면하곤 한다. 그러나 그는 과거에 자신이 저질렀던 실수가 터질 날만 기다리고 있다는 사실을 아직은 모른다.
- 김미경 : 최용심 역

영희와 선수의 어머니. 후암시장 만두 가게에서 지문이 닳도록 반죽을 주물럭거리며 산다. 자나 깨나 사고뭉치인 남편과 아들에 비해, 딸 영희는 보고만 있어도 마음이 저릿하다. 홧병에 가슴을 치곤하는 억척스런 여자.
- 송민형 : 영희의 아버지 역

영희의 가족
- 김정하 : 영희의 어머니 역

영희의 가족 어머니
- 김현균 : 공선수 역

집안의 문제 덩어리. 프로야구 선수 1년 만에 부상으로 백수와 사업가 사이를 종횡무진하면서 집안의 돈을 쑥쑥 들어낸다. 마음만은 영희의 좋은 오빠이자 부모님의 든든한 아들이 되고 싶지만 현실과는 전혀 거리가 먼, 유쾌하고 싶은 남자.
- 윤소정 : 오말년 역

남주의 할머니, 개성 요리 전문 기업 ‘개성명가네’의 대표 이사. 개성의 손맛을 이은 요리 전문 기업을 세계적으로 키워낸 가문의 실권자.남주의 할머니, 개성 요리 전문 기업 ‘개성명가네’의 대표 이사. 개성의 손맛을 이은 요리 전문 기업을 세계적으로 키워낸 가문의 실권자.
- 정동환 : 차순철 역

말년의 아들, 보영의 남편, 남주와 태민의 아버지. 개성 병원의 원장. 자상하고 부드러운 남자. 교통 사고로 사망했다.
- 윤철형 : 이윤 역

강호와 강희의 아버지. 개성 병원의 경비 대장. 성실, 책임, 정직, 믿음 그 자체인 듬직한 가장.
- 경인선 : 배금자 역

수다스럽고 허영 많지만 미워할 수 없는 이윤의 아내, 강호 강희의 어머니.
- 김혜나 : 이강희 역

강호의 누나. 외국 유학에서 만삭의 몸으로 돌아오는데 아이의 아빠는 다름 아닌 선수. 도리 없는 사고 뭉치 선수를 사람 만들 씩씩한 여자.

## 같이 보기
- 멈출 수 없어 (MBC)
- 분홍립스틱 (MBC)
- 망설이지마 (SBS)
- 당돌한 여자 (SBS)

| 한국방송공사 2TV 아침드라마                     | 한국방송공사 2TV 아침드라마                   | 한국방송공사 2TV 아침드라마                       |
| 이전 작품                                       | 작품명                                        | 다음 작품                                         |
| ----------------------------------------------- | --------------------------------------------- | ------------------------------------------------- |
| 장화, 홍련 (2009년 4월 20일 ~ 2009년 10월 10일) | 다 줄거야 (2009년 10월 12일 ~ 2010년 4월 3일) | 엄마도 예쁘다 (2010년 4월 5일 ~ 2010년 10월 23일) |